# أورا لويس
أورا لويس (بالإنجليزية: Aura Lewis)‏ هي مغنية جنوب أفريقية، ولدت في 4 مارس 1947، وتوفيت في 28 ديسمبر 2015.

## وصلات خارجية
- أورا لويس على موقع ميوزك برينز (الإنجليزية)
- أورا لويس على موقع ديسكوغز (الإنجليزية)